# Ти ніколи не будеш багатшим
Ти ніколи не будеш багатшим (англ. You'll Never Get Rich) — американський комедійний мюзикл режисера Сіднея Ленфілда 1941 року.

## Сюжет
Мабуть, тільки Джинджер Роджерс краще танцювала в парі з Астером, але, що стосується зовнішності, Риті не було рівних. Після цього фільму вона ствердила свою славу суперзірки і секс-символу Америки. Імпресаріо Мартін Кофтленд, маючи намір позалицятися за Шейлою, найкращою танцівницею своєї трупи, купує їй подарунок — діамантовий браслет.
Дружині він купує… щітку для спини. На жаль, він плутає подарунки і браслет потрапляє до рук ревнивої дружини… Щоб відвести підозри від шефа, хореограф Роберт Кертіс, завзятий парубок, оголошує браслет своїм і починає демонстративно доглядати за Шейлою. Але події приймають такий хід справ, що навіть відхід на службу в армію не рятує Роберта від любовного безумства.

## У ролях
- Фред Астер — Роберт Кертіс
- Ріта Гейворт — Шейла Вінтроп
- Роберт Бенчлі — Мартін Кортленд
- Джон Габбард — капітан Том Бартон
- Оса Массен — Соня
- Фріда Інескорт — місіс Джулія Кортленд
- Гуїнн Вільямс — Кевпі Блейн
- Дональд МакБрайд — старшина роти
- Мерджорі Гатесон — тітка Луїза
- Енн Шоумейкер — місіс Бартон
- Бойд Девіс — полковник Шиллер